# Кадетов, Сергей Иванович
Сергей Иванович Кадетов (1925—1992) — старший сержант Рабоче-крестьянской Красной Армии, участник Великой Отечественной войны, Герой Советского Союза (1945).

## Биография
Сергей Кадетов родился 30 марта 1925 года в селе Молгачи (ныне — Красноярский район Самарской области). Окончил семь классов школы. В декабре 1942 года Кадетов был призван на службу в Рабоче-крестьянскую Красную Армию и направлен на фронт Великой Отечественной войны. К январю 1945 года гвардии красноармеец Сергей Кадетов был стрелком 283-го гвардейского стрелкового полка 94-й гвардейской стрелковой дивизии 5-й ударной армии 1-го Белорусского фронта. Отличился во время освобождения Польши.
14-15 января 1945 года Кадетов участвовал в прорыве немецкой обороны в районе города Магнушева к югу от Варшавы. Одним из первых поднявшись в атаку, он переправился через реку Пилица и принял активное участие в захвате, удержании и расширении плацдарма на её западном берегу.
Лично с его слов в 1984 году (в общих чертах). Перед атакой была предпринята попытка избежать лишнего кровопролития, для чего была поставлена задача - небольшой группе (в которую вошёл Кадетов Сергей) ночью просочиться через позиции противника и за его спиной устроить как можно больше шума (частая стрельба трассирующими, ракетницы) с целью создать иллюзию окружения. Что и было успешно проделано. Понятно, что в случае провала никто бы живым не вернулся. В общем, немцы сдались в плен, атака не потребовалась, и много жизней было сохранено (кстати, с обеих сторон).
Указом Президиума Верховного Совета СССР от 27 февраля 1945 года гвардии красноармеец Сергей Кадетов был удостоен высокого звания Героя Советского Союза с вручением ордена Ленина и медали «Золотая Звезда».
После окончания войны в звании старшего сержанта Кадетов был демобилизован. Проживал в Самаре, до выхода на пенсию работал в Куйбышевском аэропорту.
Был также награждён орденами Отечественной войны 1-й и 2-й степеней, орденом Красной Звезды, рядом медалей.